# Йоро (департамент)
Йоро (исп. Yoro) — один из 18 департаментов Гондураса. Находится в северо-восточной части страны. Граничит с департаментами: Атлантида, Колон, Оланчо, Франсиско Морасан, Комаягуа и Кортес. Содержит богатые пахотные земли, сконцентрированные главным образом в долине реки Агуан и в долине Сула.
Департамент знаменит своим рыбным дождём, происходящим ежегодно между маем и июлем, когда с неба вместо обычных капель падают животные и рыбы.
Административный центр — город Йоро.
Площадь — 7939 км².
Население — 561 800 чел. (2011)

## Муниципалитеты
В административном отношении департамент подразделяется на 11 муниципалитетов:
1. Ареналь
2. Виктория
3. Йорито
4. Йоро
5. Морасан
6. Оланчито
7. Санта-Рита
8. Сулако
9. Хокон
10. Эль-Негрито
11. Эль-Прогресо